# Duotian (köpinghuvudort i Kina, Jiangsu Sheng, lat 32,93, long 119,86)
Duotian (kinesiska: 垛田, 垛田镇) är en köpinghuvudort i Kina. Den ligger i provinsen Jiangsu, i den östra delen av landet, omkring 140 kilometer nordost om provinshuvudstaden Nanjing. Antalet invånare är 52 106. Befolkningen består av 25 345 kvinnor och 26 761 män. Barn under 15 år utgör 13,0 %, vuxna 15-64 år 74 %, och äldre över 65 år 12,0 %.
Runt Duotian är det tätbefolkat, med 591 invånare per kvadratkilometer. Närmaste större samhälle är Shaoyang, 2,1 km väster om Duotian. Trakten runt Duotian består till största delen av jordbruksmark.
Genomsnittlig årsnederbörd är 1 119 millimeter. Den regnigaste månaden är juli, med i genomsnitt 254 mm nederbörd, och den torraste är januari, med 28 mm nederbörd.